# Caitlin Nash
Caitlin Nash (Whistler, 26 maggio 2003) è una slittinista canadese.

## Biografia

### Carriera sportiva
Dopo aver assistito, a sette anni, alle prove di slittino ai Giochi olimpici di Vancouver 2010 rimase affascinata da questa disciplina e l'anno seguente durante un campo di reclutamento fece la sua prima esperienza su una slitta.

#### Stagioni 2019-2021

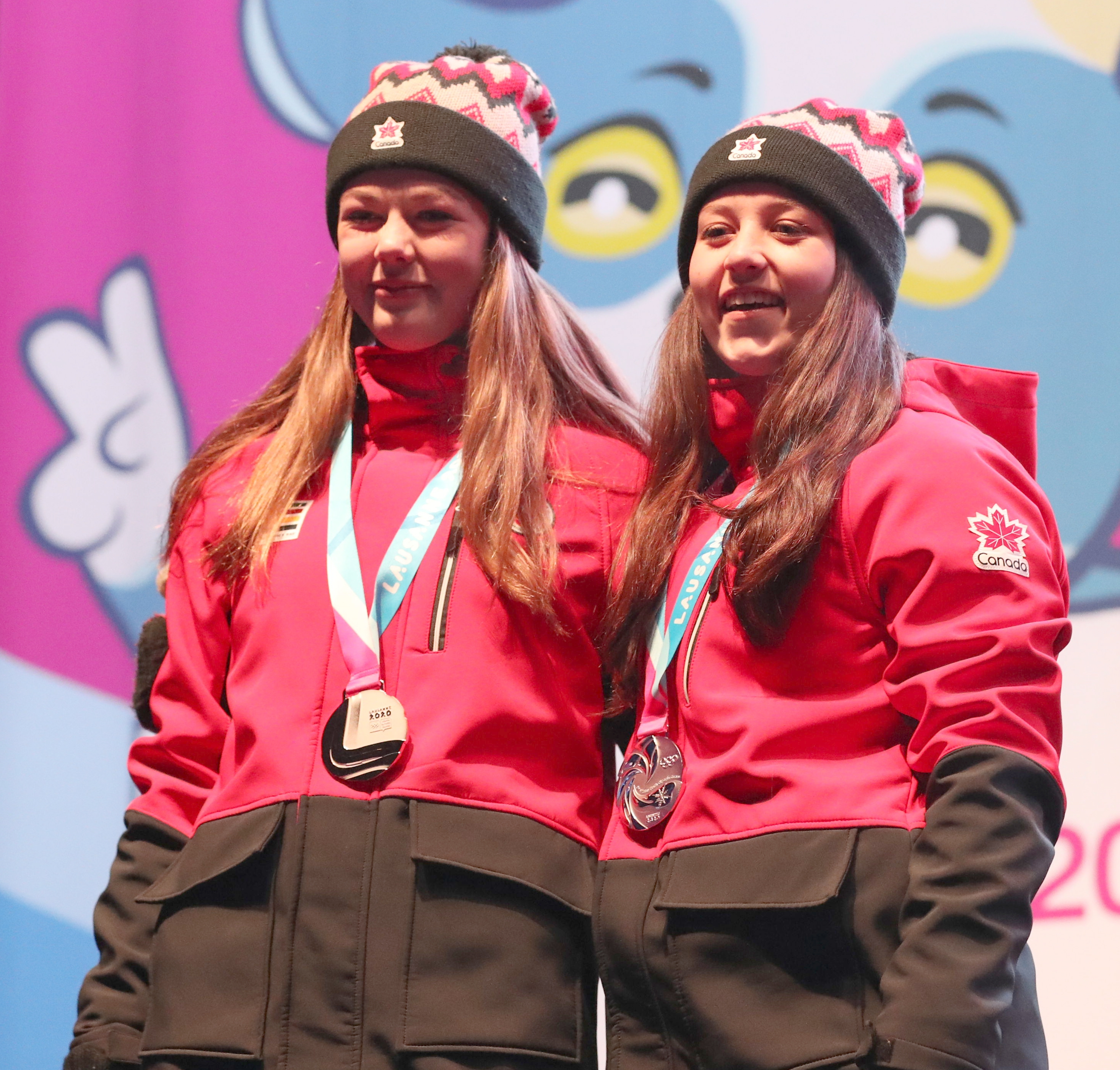
Nash (a sinistra) e Corless sul podio dei Giochi olimpici giovanili di.

Iniziò a gareggiare per la nazionale canadese nella categoria giovani nel 2018 nella specialità del singolo ed in quella del doppio femminile in coppia con Natalie Corless, disciplina quest'ultima introdotta proprio in quella stessa stagione e prevista solo per questa classe di età a seguito dell'inclusione della gara nel programma delle Olimpiadi giovanili, prendendo parte alla Coppa del Mondo di categoria 2018/19 terminata con la conquista della sfera di cristallo nel doppio ed al quinto posto nell'individuale; partecipò inoltre ai campionati mondiali juniores di Innsbruck 2019, concludendo la competizione in ventiquattresima posizione nel singolo, in quattordicesima nel doppio -ma seconda delle quattro coppie femminili al via della gara- ed all'ottava nella prova a squadre.
L'annata successiva disputò le prime due tappe della Coppa del Mondo giovani, classificandosi poi al venticinquesimo posto della graduatoria finale nel singolo ed al sedicesimo nel doppio, ed in seguito fece il suo esordio nella Coppa del Mondo assoluta il 14 dicembre 2019 nella tappa di Whistler giungendo ventiduesima nel doppio, ma facendo comunque segnare un primato nella ultraquarantennale storia della competizione: fu infatti la prima volta in assoluto che una coppia tutta al femminile prese parte ad una gara di Coppa nella specialità biposto, inoltre quella stessa prova valse anche come campionato pacifico-americano in cui ottenne la medaglia di bronzo e terminò in ventinovesima piazza in classifica generale di Coppa. In quella stessa annata partecipò ai Giochi olimpici giovanili di Losanna 2020 in cui vinse l'argento nel doppio e finì quarta nel singolo e nella staffetta ed ai mondiali juniores di Oberhof 2020 arrivò quindicesima nell'individuale e nella prova a coppie -ma prima delle sei compagini femminili presenti alla gara- e quinta in quella a squadre.
La federazione mondiale, a causa della pandemia di COVID-19, decise di annullare l'intera stagione 2020/21 relativamente alle classi giovani e juniores, conseguentemente la Nash non disputò alcuna competizione internazionale in quell'annata.

#### Stagioni 2022-2025

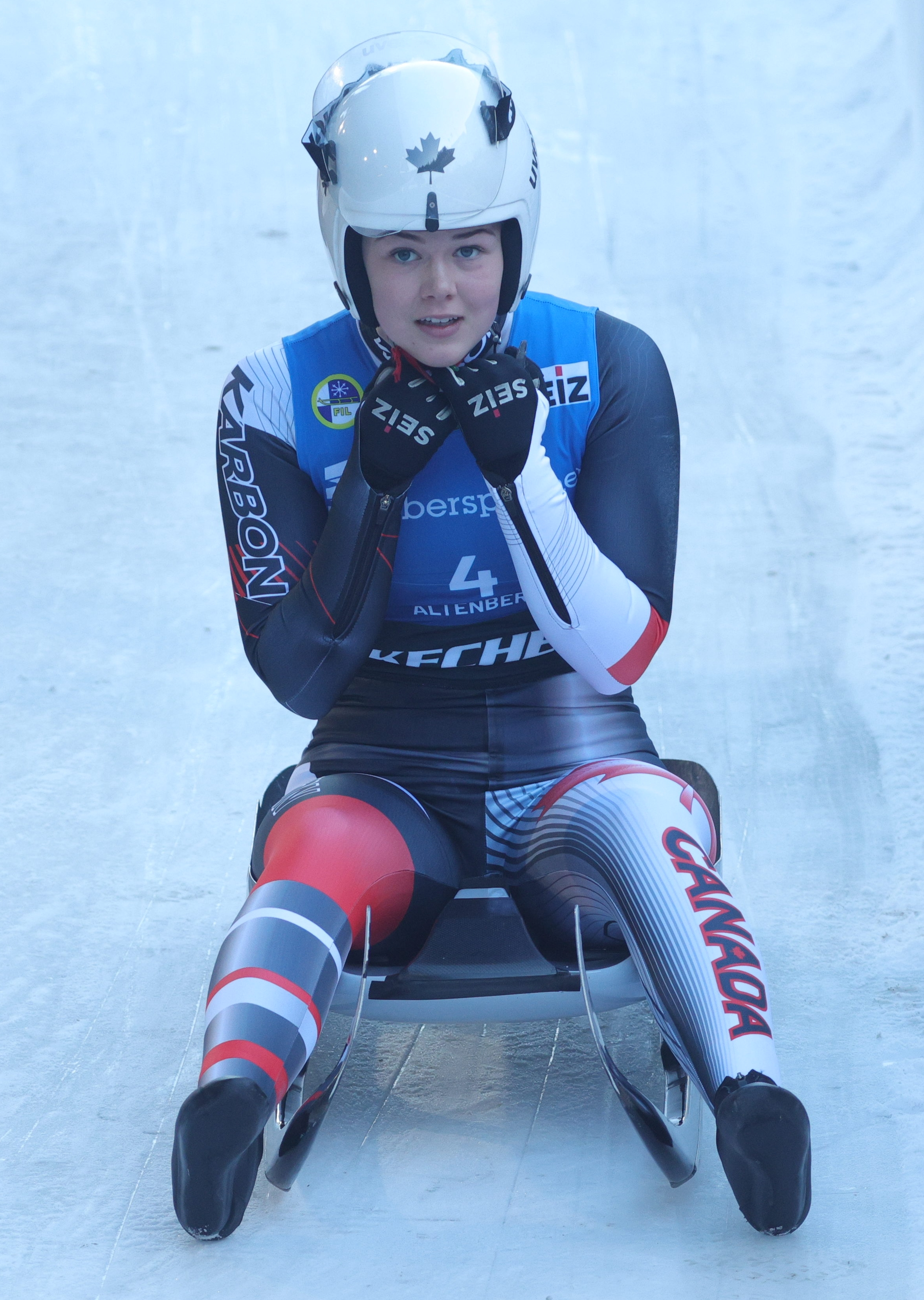
Nash in gara ai mondiali di Altenberg 2024.

Nel 2021/22, pur essendo sia lei sia la sua compagna Corless nei limiti previsti per poter gareggiare nella categoria juniores e benché quella fosse la stagione di esordio del doppio femminile sia nella Coppa del Mondo di categoria sia in quella assoluta, che si disputò con le modalità di "gara nella gara" per atlete di qualsiasi età durante il circuito juniores, fu inserita nella squadra nazionale maggiore con l'intento di ottenere la qualificazione alle Olimpiadi di Pechino 2022, quindi abbandonò temporaneamente la disciplina biposto per cimentarsi esclusivamente nel singolo; tuttavia non riuscì ad entrare nel gruppo che prese parte alla Coppa del Mondo, quindi saltò quasi totalmente la stagione agonistica ad eccezione della rassegna iridata di Winterberg 2022, che a livello junior la vide giungere settima sia nel singolo sia nel doppio, in coppia con Kailey Allan, e quinta nella staffetta; detta competizione fu valida anche per attribuire i titoli pacifico-americani di categoria, in cui ottenne la medaglia d'oro nella prova individuale, nonché per assegnare il primo mondiale assoluto nella specialità biposto femminile dove, sempre insieme ad Allan, terminò in sesta posizione.
L'annata successiva, con l'inserimento del doppio femminile nel programma dei Giochi di Milano Cortina 2026, la Nash tornò a gareggiare ancora in questa specialità, nuovamente in coppia con Natalie Corless, senza comunque tralasciare l'attività nel singolo; nel doppio prese parte unicamente alle gare nordamericane della Coppa del Mondo 2022/23: nella tappa di Whistler giunse sesta e sulla pista di Park City conquistò il suo primo podio di Coppa cogliendo il terzo posto, gara che le valse anche la conquista del titolo pacifico-americano mentre nel singolo si piazzò settima; nella disciplina individuale gareggiò anche nelle tappe di Sigulda ed Altenberg, ottenendo un sedicesimo posto quale miglior risultato di stagione; nella classifica generale del circuito annuale si piazzò ventisettesima nel singolo e dodicesima nel doppio. Prese parte inoltre ai mondiali di Oberhof 2023 concludendo in ventiduesima posizione nel singolo.
A settembre 2023, poco prima dell'inizio della stagione agonistica, Natalie Corless annunciò il ritiro dalle competizioni per dedicarsi agli studi in biologia marina, motivo per cui da allora Nash gareggiò unicamente nel singolo; In Coppa del Mondo terminò al trentunesimo posto, nella rassegna continentale di Whistler 2024 fu sesta ed in quella iridata di Altenberg 2024 giunse tredicesima, posizione che le valse la quarta piazza nella speciale classifica riservata alle under 23. Nel 2024/25, gareggiando in sei delle nove prove in programma, giunse ventitreesima nella graduatoria di Coppa del Mondo e nei mondiali casalinghi di Whistler 2025 colse la sedicesima piazza, classificandosi nuovamente quarta tra le atlete under-23.

## Palmarès

### Pacifico-americani
- 2 medaglie:
  - 1 oro (doppio a Park City 2023);
  - 1 bronzo (doppio a Whistler 2020).

### Pacifico-americani juniores
- 1 medaglia:
  - 1 oro (singolo a Winterberg 2022).

### Olimpiadi giovanili
- 1 medaglia:
  - 1 argento (doppio a Losanna 2020).

### Coppa del Mondo
- Miglior piazzamento in classifica generale di Coppa del Mondo nel singolo: 23ª nel 2024/25;
- Miglior piazzamento in classifica generale di Coppa del Mondo nel doppio: 12ª nel 2022/23.
- 1 podio (nel doppio):
  - 1 terzo posto.

### Coppa del Mondo giovani
- Miglior piazzamento in classifica di Coppa del Mondo giovani nel singolo: 5ª nel 2018/19;
- Vincitrice della Coppa del Mondo giovani nel doppio nel 2018/19.